# La Bonne Étoile
Pour les articles homonymes, voir La Bonne Étoile (homonymie).
Pour plus de détails, voir Fiche technique et Distribution.
La Bonne Étoile est un film français réalisé par Jean Boyer et sorti en 1943.

## Synopsis
Dans un petit port de la Méditerranée, Guste est un pauvre pêcheur vivant seul du produit de sa pêche. Il est secrètement amoureux de la nièce de son voisin le pêcheur Baptistin, mais la jeune fille n'a pour lui qu'une grande amitié. Elle s'éprend de Maurice Carrissol, fils d'un mareyeur de Marseille, et un soir, dans la beauté du paysage méditerranéen, Mireille cède aux avances de Maurice. Mais ce qui n'était pour Maurice qu'une aventure parmi d'autres est pour Mireille le grand amour.
Maurice rentré à Marseille, Mireille demeure dans l'attente de son retour et se confie à Guste. Devant son insistance, ce dernier s'engage à aller à Marseille à la recherche de Maurice. Ayant compris l'inconstance de Maurice, Guste tente de préserver les illusions de Mireille en lui mentant.

## Fiche technique
- Titre original : La Bonne Étoile
- Réalisation : Jean Boyer
- Scénario : Jean Manse
- Adaptation : Jacques Chabannes
- Dialogues : Thyde Monnier
- Décors : Jacques Dumesnil, Robert Dumesnil
- Photographie : Paul Cotteret
- Son : Marcel Royné
- Montage : Mireille Bessette
- Musique : Roger Dumas
- Photographe de plateau : Lucienne Chevert
- Production : Jean Jeannin
- Société de production : Optimax Films (France)
- Sociétés de distribution : Les Films Minerva (France), Europrodis (France), Houte SARL (France), Société lorraine de distribution (France), Valadier Pierre Distribution (France), Les Films Duo (France), Midi Cinéma (France), Western Sud Ouest (France), COMACICO (Compagnie marocaine cinématographique et commerciale)
- Pays de production :  France
- Langue originale : français
- Format : 35 mm — noir et blanc — 1.37:1 — son monophonique
- Genre : comédie dramatique
- Durée : 90 minutes
- Date de sortie :
  - France : 24 mars 1943
- (fr) Classification CNC : tous publics (visa d'exploitation no 1334 délivré le 31 mars 1943)
- Affiche : Roger Cartier (France)

## Distribution
- Fernandel : Auguste dit « Guste », le pêcheur provençal
- Janine Darcey : Mireille, la jeune fille
- Andrex : Maurice Carissol, le garçon de la ville
- Édouard Delmont : Baptistin
- Julien Carette : « Le parisien »
- Clairette Oddera : Zize
- Marguerite Chabert : la marchande de poissons
- René Génin : le curé Agnel
- Henri Arius : Pétavin
- Charles Blavette : un pêcheur
- Ginette Berger : Lydia
- Alice Rosielle : Pompon
- Maurice Salabert : le portier
- Frédéric Mariotti : le patron du bistrot
- Gérard Boyer : le petit Bicou
- Yvonne Michels

## Tournage
- Période de prises de vue : 14 septembre à octobre 1942.
- Extérieurs : port de Carro à Martigues[2], Cassis[3] (Bouches-du-Rhône).